# 北领角鸮
北领角鸮（学名：Otus semitorques）也称日本领角鸮，分布于亚洲东北部的一种鸱鸮科鸟类。

## 形态特征
北领角鸮背部以灰褐色为主，腹部灰白色，有黑色及皮黄色杂纹或斑块。面盘不发达，耳羽发达，眼睛虹膜棕红色，嘴深褐色，后颈有领斑，足污黄色。

## 亚种
北领角鸮一般分为以下三个亚种：
- Otus semitorques pryeri（Gurney, 1889）
- Otus semitorques semitorques（Temminck & Schlegel, 1844）
- Otus semitorques ussuriensis（Buturlin, 1910）